# Geoética

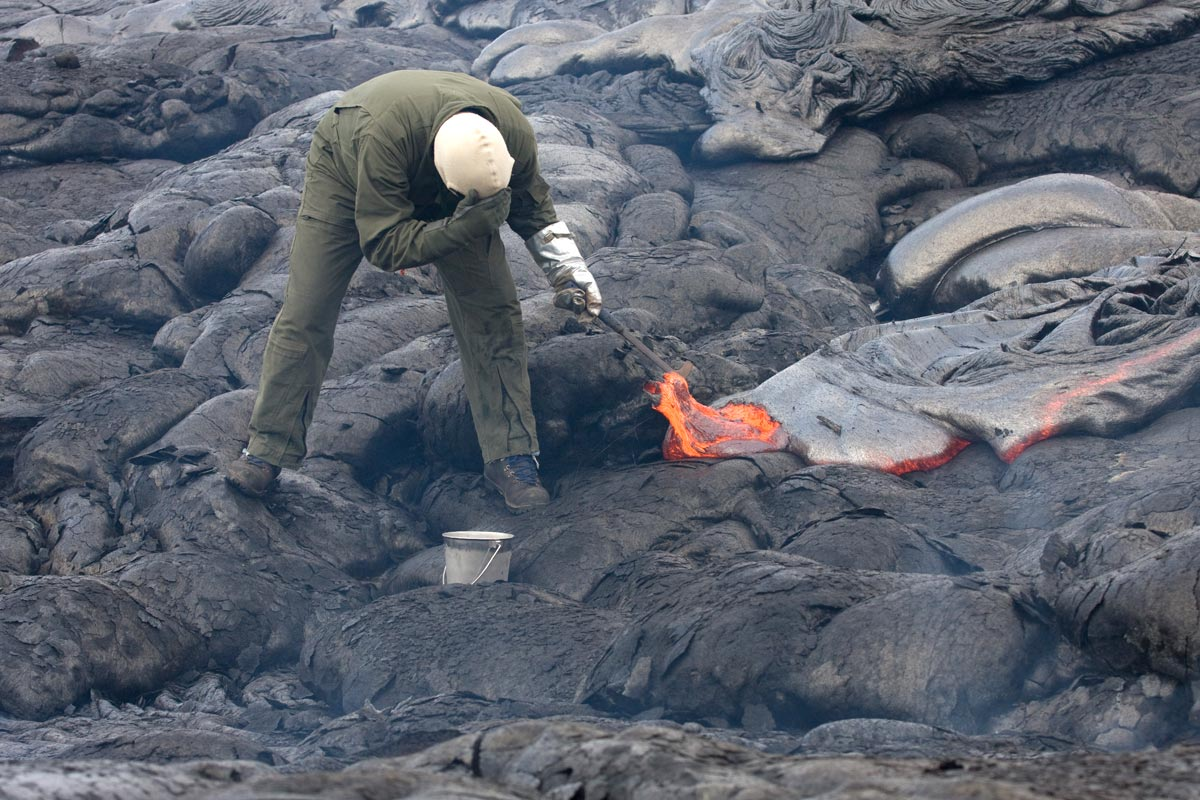
Geólogo recogiendo una muestra de lava en el volcán Kilauea.

La geoética (del griego γῆ /guê/, ‘Tierra’, y -ἠθικός /ēthikós/, ‘ética’), geología ética o ética geológica, es el estudio y la reflexión de los valores que apuntan a prácticas y comportamientos apropiados del ser humano donde sea que interactúen con el sistema Tierra desde un punto de vista ético y del comportamiento deontológico de los profesionales relacionados con las mismas. Se le considera un punto de intersección entre geociencias, sociología, filosofía y economía. Trata con las implicaciones éticas, sociales, culturales, geocientíficas, investigativas, prácticas, educacionales y comunicacionales, junto con la responsabilidad del geocientífico en su actividad profesional. Sus principales temas tratan la reducción y el manejo de los riesgos naturales y antrópicos, manejo de la tierra, áreas costeras, playas y océanos, polución y su impacto en la salud, cambios ambientales globales que incluyen cambio climático, protección de ambientes naturales, investigación e integridad en el desarrollo de códigos de conducta científicos y profesionales, y el uso sostenible de los recursos naturales. Se ocupa de las prácticas científicas, técnicas, educativas, geodiversidad, patrimonio geológico, explotación racional de los recursos minerales, responsabilidad en la predicción y mitigación de riesgos naturales, entre otras, tanto en la Tierra como, con vistas al futuro, en otros cuerpos espaciales.

## Principios geoéticos

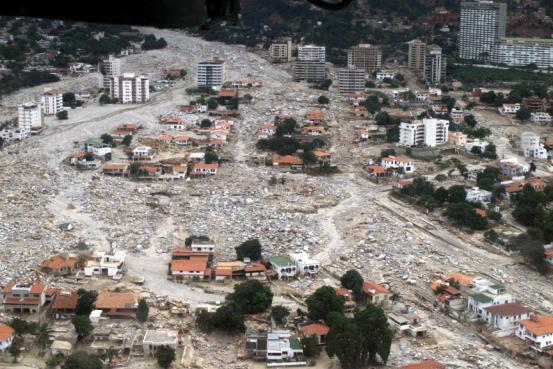
Riesgos geológicos: avalancha de fango y bloques en Caraballeda (Venezuela) en 1999.

Además de los principios deontológicos de honestidad, integridad, secreto profesional, competencia leal, etc., compartidos por otras profesiones, la geoética establece otros principios propios en los que debe basarse el comportamiento de los geólogos:
- Principio de cautela o precaución, cuando hay posibilidad de riesgo. Los nuevos avances tecnológicos pueden acarrear riesgos o dilemas éticos que hay que tener en cuenta antes de su aplicación.
- Sostenibilidad, aplicable al desarrollo socioeconómico y con perspectiva global. La explotación de recursos ha de ser respetuosa con el medio ambiente.
- Geoconservación. La investigación geológica y la explotación de recursos no deben destruir o dañar el patrimonio geológico no renovable (afloramientos únicos, fósiles, etc.).
- Seguridad humana. Induce a los geólogos a aportar todo su conocimiento y experiencia en la prevención y mitigación de riesgos geológicos, buscando la seguridad de personas y medio ambiente, incluyendo el deber de informar a las autoridades y a la sociedad con seriedad y rigor científico. Asimismo este principio hace referencia a la búsqueda de soluciones en la mejora de las condiciones de vida y reducción de la pobreza basadas en recursos geológicos.

## Historia
Se considera como padre de la geoética al geólogo checo Válclav Němec, que la propuso en 1991 como la interrelación entre la ética y las geociencias.
En el ámbito internacional se han desarrollado dos sociedades científicas dedicadas a la promoción y desarrollo de la geoética, ambas bajo el auspicio de la Unión Internacional de Ciencias Geológicas: la International Association for Geoethics (IAGETH) y la International Association for Promoting Geoethics (IAPG).
Las asociaciones y colegios profesionales están incorporando en los últimos años los principios geoéticos en sus códigos deontológicos.